# Jenesano

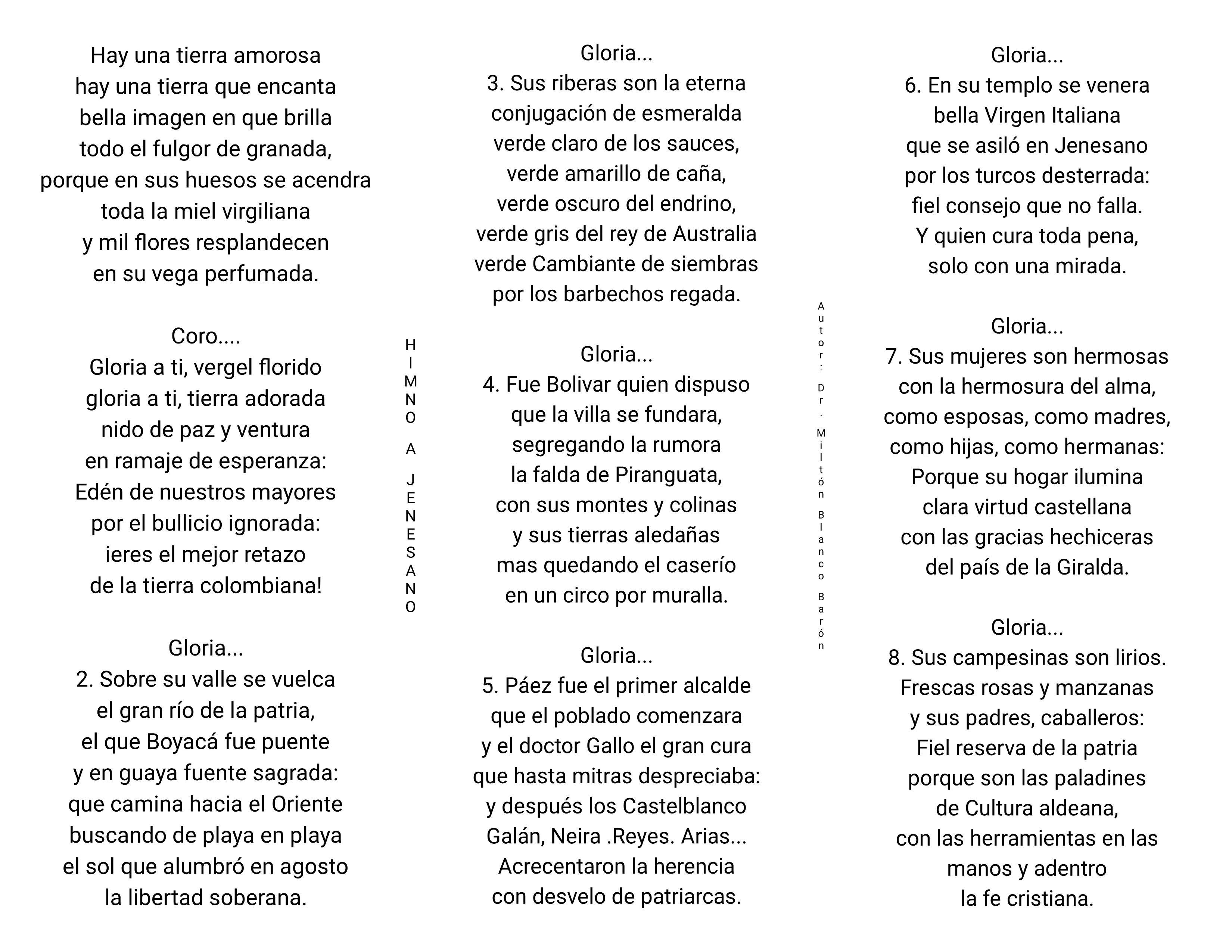
Himno de Jenesano

Jenesano es un municipio colombiano ubicado en la Provincia de Márquez del departamento de Boyacá. Se encuentra a una distancia de 30 km de Tunja. 

## Toponimia

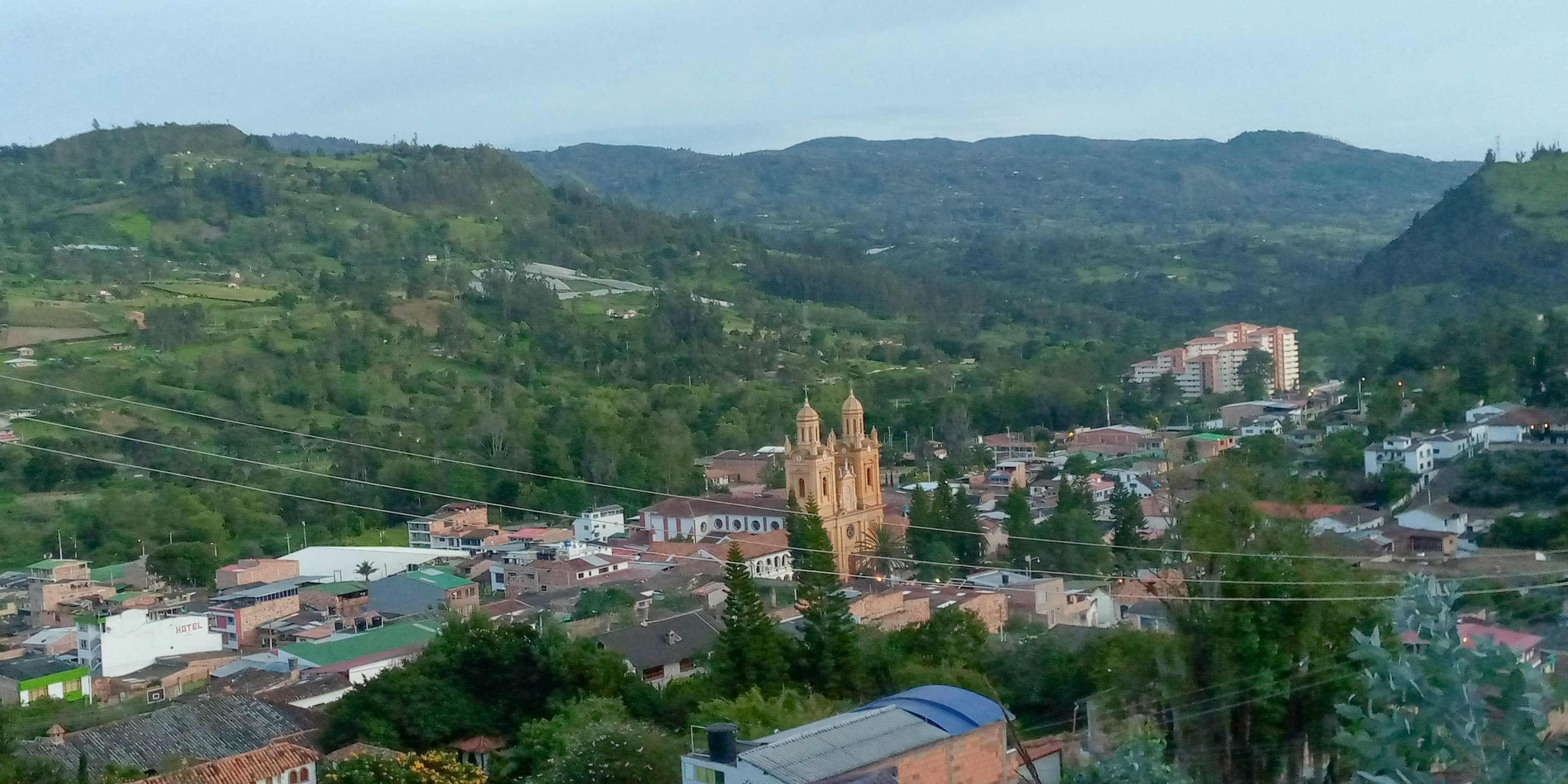
Vista desde el inicio del sendero Alto de Rodríguez.

Jenesano se fundó con el nombre de Piranguata, pero en 1833 el presbítero Ángel María Gallo cambió el nombre del poblado en honor al municipio italiano de Genazzano, que significa "pueblo sano".

## Historia
En el año de 1833 el presbítero Andrés María Gallo determinó bautizar el poblado como Genezzano recordando a un poblado italiano, que es muy parecido al nombre actual. El nombre proviene del latín gen sana, que significa "gente sana", o "pueblo sano".

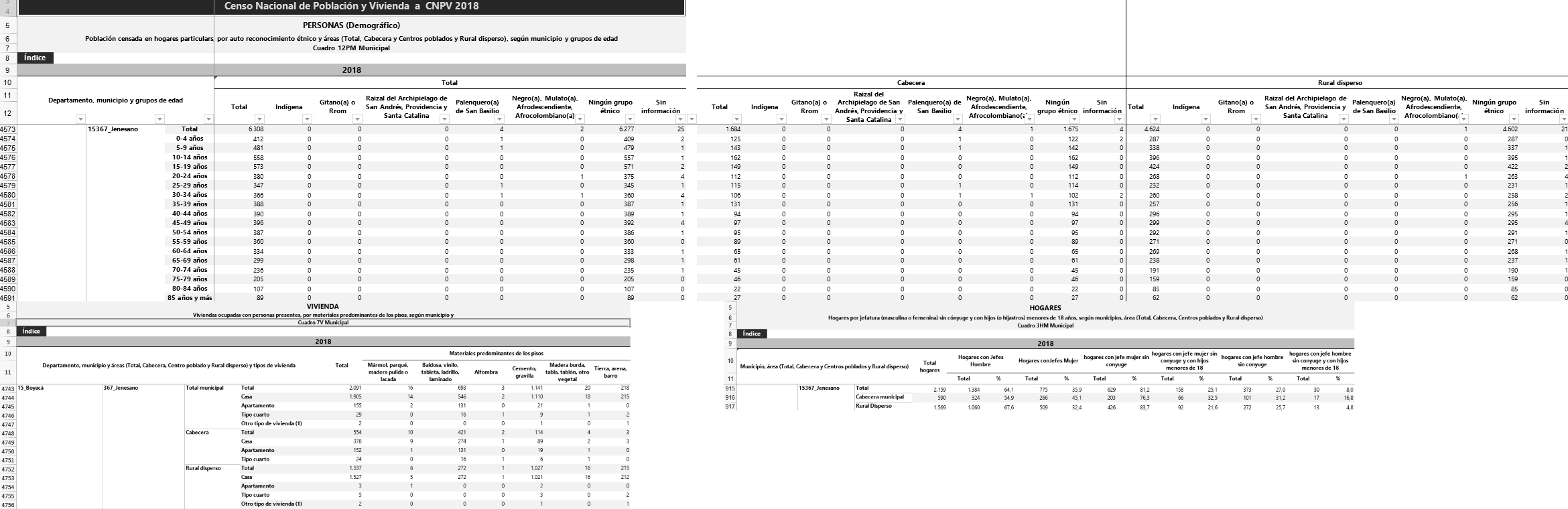
Estadística de Jenesano según el DANE.

Cumplidos cien años de fundado Jenesano, el terremoto del 1 de noviembre de 1928 destruyó el templo parroquial. Los trabajos de este nuevo templo se iniciaron el 2 de abril de 1930 bajo la alcaldía de Marco Tulio Soler. Al reconstruir el templo se levantó una torre más alta con campanario y reloj. La espadaña se modificó por un frontón más alto adornado con ángeles. Posteriormente, para el año de 1960, se emprendieron obras para reemplazar la antigua torre de más de un siglo por una igual a la impuesta en la primera reconstrucción de la iglesia.
En 1999 Jenesano es declarado por el Fondo Mixto de Cultura de Boyacá como el "pueblo más lindo de Boyacá", debido a la calidez de sus gentes, clima, paisaje, la estética urbana y las muestras culturales locales. El periódico Boyacá 7 días así lo registra. «El municipio de Jenesano gustó de lo lindo». El veredicto del jurado fue claro: «Jenesano es ganador por lo aseado, con fachadas bien pintadas y ordenadas, este municipio de la provincia de Márquez ha sido seleccionado como el pueblo más lindo de Boyacá». Entre los 38 municipios inscritos, Jenesano fue elegido como el más lindo de Boyacá porque reunió sus condiciones de conservación arquitectónica, belleza, orden y limpieza exigidos por el jurado para otorgar la distinción. Además de la amabilidad de sus gentes y el entusiasmo demostrado por sus habitantes, confirmaron esta fama que le ha merecido a Jenesano ser clasificado como recinto de bondad. Jenesano pasó a ser uno en la lista de los ganadores de este concurso que inició por la iniciativa de la organización cívica de integración boyacense, liderada por Cesar Pedraza. El municipio de Iza ocupó el segundo lugar del concurso y fue uno de los favoritos por su excelente presentación.
A principios del año 2000 se termina de pavimentar la carretera Tunja – Jenesano convirtiéndola en el proyecto más importante para el desarrollo del futuro de la región a nivel turístico, comercial y socioeconómico en general.

## Geografía

### Límites
Jenesano está delimitado por los siguientes municipios:
| Noroeste: Boyacá   | Norte: Boyacá | Nordeste: Ramiriquí (Río Teatinos) |
| Oeste: Nuevo Colón |               | Este: Ramiriquí (Río Guayas)       |
| Suroeste: Tibaná   | Sur: Tibaná   | Sureste: Ramiriquí                 |

### División administrativa
Está integrado por las veredas de Baganique Alto, Baganique Bajo, Baganique Medio, Cardonal, Carrizal Alto, Carrizal Jaimes, Carrizal Medio, Dulceyes, Foraquirá, Naranjos, Noncetá, Paeces Alto, Paeces Bajo, Palenque, Pantano Colorado, Piranguata, Pulidos, Rodríguez, Soleres, Supaneca y Volador.
El casco urbano colinda al oriente con Ramiriquí.

## Economía
En la economía se destaca la agricultura representada en los cultivos de papa, maíz, fríjol, arracacha y arveja.
La ganadería se centra principalmente en el sector bovino.
El cultivo de diversas frutas como manzana, pera, ciruela, feijoa entre otras.
La manufactura está enfocada en la producción industrial de lácteos y de confecciones.

## Fechas y lugares

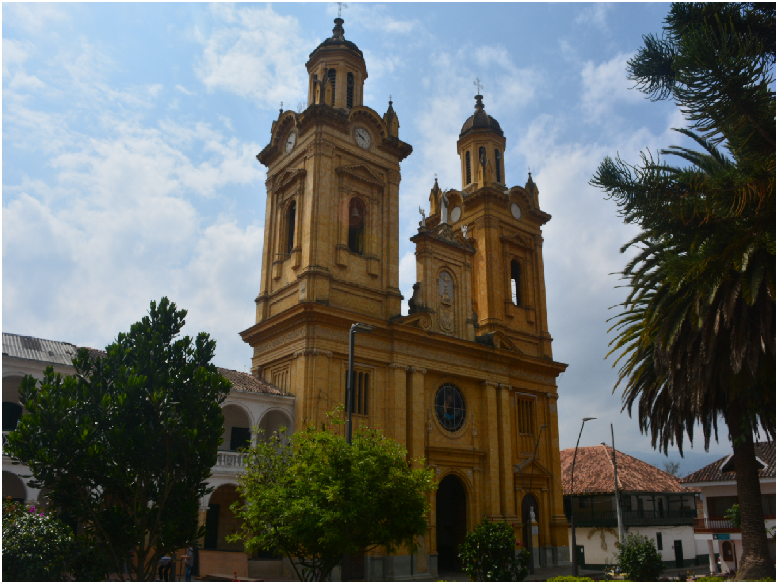
Templo parroquial de Jenesano.

Fin de semana de «reyes magos» (enero 6): En honor a la Virgen del Buen Consejo. Festival equino y ganado normando. 2.º Fin de semana de agosto: Virgen del Carmen - transportadores. Festival gastronómico y deportivo «Bota ruana y sombrero».
Lugares: puentes: colgante «los recuerdos de ella»; «Del amor».

Monumentos: con vista panorámica: V. la inmaculada concepción; Alto de Rodríguez. «La pera», Chorrera quebrada la Rosa.

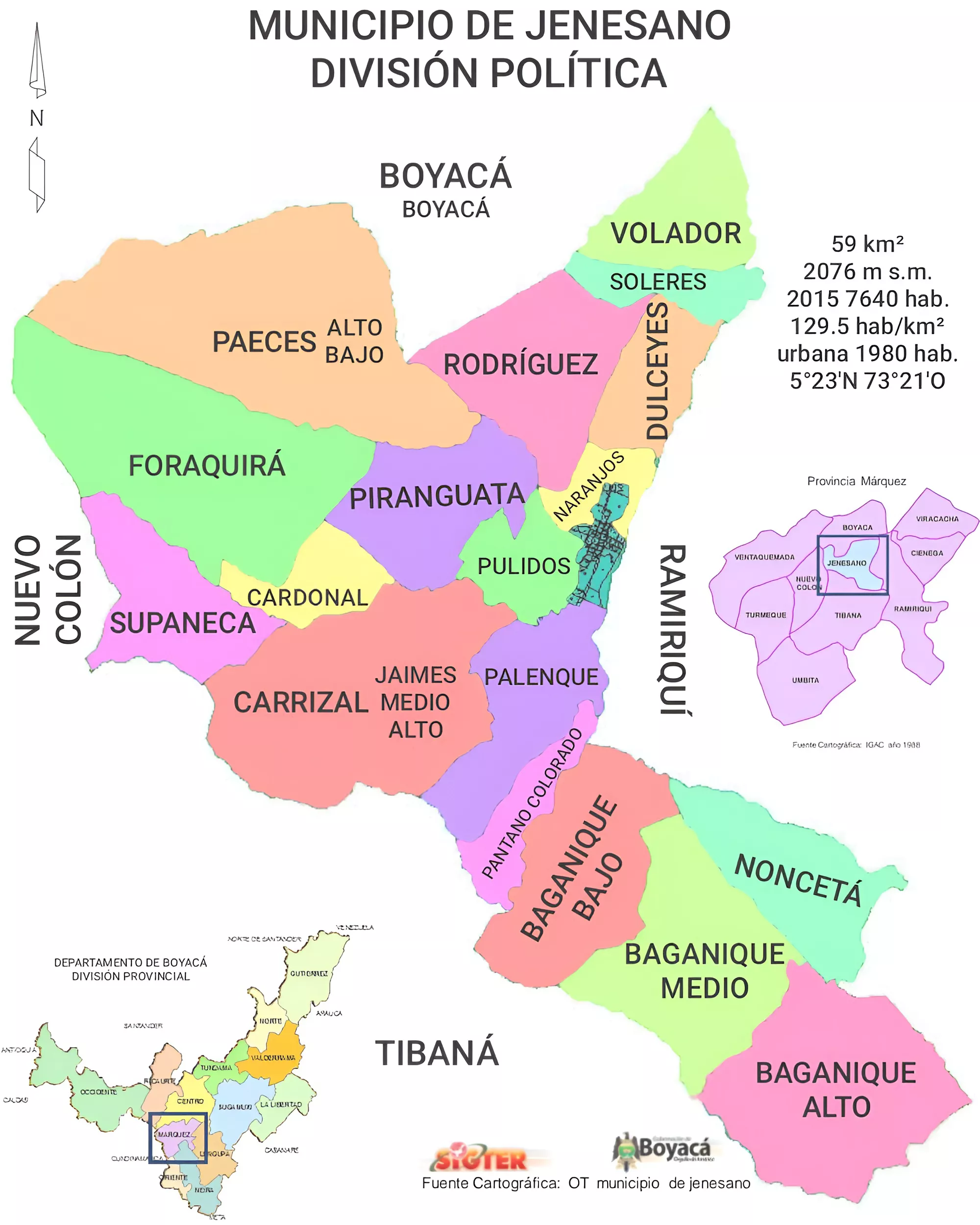
Veredas